# Roland Grabner
Roland Hugo Grabner (* 10. Juli 1975 in Graz) ist ein österreichischer Psychologe und Neurowissenschaftler und seit Herbst 2014 Professor für Begabungsforschung an der Universität Graz.

## Leben
Roland Grabner wurde am 10. Juli 1975 in Graz geboren. Nach Absolvierung der Grundschule in seinem Heimatort Kirchbach in der Steiermark sowie der Bundeshandelsakademie in Feldbach (Steiermark) studierte er zwischen 1996 und 2002 Psychologie an der Karl-Franzens-Universität Graz (Diplom), wo er 2005 zum Thema „Expertise, Intelligenz und Neuronale Effizienz im Turnierschach“ mit summa cum laude promovierte. Im Zuge seines Promotionsstudiums verbrachte er 2004 auch einen Forschungsaufenthalt am Max-Planck-Institut für Bildungsforschung in Berlin.
Nach einschlägiger Forschungs- und Lehrtätigkeit zur neurowissenschaftlich orientierten Begabungsforschung in Graz wechselte er im Jahr 2007 an die ETH Zürich (Institut für Verhaltenswissenschaften im Departement für Geistes-, Sozial- und Staatswissenschaften), wo er sich 2012 im Bereich der neurowissenschaftlichen Lehr-Lern-Forschung (educational neuroscience) habilitierte (Thema: „Mathematical competencies from the perspective of educational neuroscience“).
Noch im selben Jahr erhielt er einen Ruf auf die W3-Professur für Pädagogische Psychologie an der Georg-August-Universität Göttingen, die er bis einschließlich Sommersemester 2014 innehatte. Im Jahr 2014 wurde er auf den Lehrstuhl für Begabungsforschung am Institut für Psychologie der Karl-Franzens-Universität Graz berufen, den er am 1. Oktober 2014 übernahm.
Seine Forschung widmet sich einerseits den psychologischen und neurowissenschaftlichen Grundlagen des Mathematiklernens, aber auch anderen Themen aus dem Bereich der Lehr-Lern-Forschung wie beispielsweise dem Zusammenspiel von Intelligenz und Expertise, oder Bilingualismus.

## Schriften (Auswahl)
- R. H. Grabner, A. C. Neubauer, E. Stern: Superior performance and neural efficiency: The impact of intelligence and expertise. In: Brain Research Bulletin. Band 69, 2006, S. 422–439.[2]
- E. Stern, R. Grabner, R. Schumacher: Educational Research and Neurosciences – Expectations, Evidence, Research Prospects. In: Education Reform. Vol. 13, Federal Ministry of Education and Research (BMBF), Bonn 2006.[4]
- R. H. Grabner, D. Ansari: Promises and pitfalls of a 'cognitive neuroscience of mathematics learning'. In: ZDM Mathematics Education. Band 42, 2010, S. 655–660. doi:10.1007/s11858-010-0283-4
- R. H. Grabner, G. Reishofer, K. Koschutnig, F. Ebner: Brain correlates of mathematical competence in processing mathematical representations. In: Frontiers in Human Neuroscience. 5, 2011. doi:10.3389/fnhum.2011.00130

## Auszeichnungen
- INGE St. Publikationspreis 2006 verliehen von der “Initiative Gehirnforschung Steiermark”.[5]
- Wissenschaftspreis 2007 der Karpow Chess Academy, Hockenheim, Germany, für die psychologische und neurowissenschaftliche Erforschung der Grundlagen von Schachexpertise.[6][7]